# Oldřich Choděra
Oldřich Choděra (* 17. prosince 1948 Praha) je český politik a advokát, v letech 1998 až 2006 zastupitel městské části Praha 10, člen Trikolory, dříve KDU-ČSL a ODS.

## Život
V letech 1967 až 1973 vystudoval Filozofickou fakultu Univerzity Karlovy v Praze a v letech 1968 až 1973 pak Právnickou fakultu téže univerzity. V roce 1975 navíc získal na zmíněných fakultách doktoráty JUDr. a PhDr.
Od 1. října 1975 působí v advokacii. V letech 1968 až 1973 byl právním referentem národního podniku Průmstav Praha. V červenci 1990 založil advokátní kancelář JUDr. PhDr. Oldřich Choděra. Od roku 2000 je rozhodcem u Rozhodčího soudu při Hospodářské komoře České republiky a Agrární komoře České republiky.
V dubnu 2008 se stal poradcem ministra financí ČR Miroslava Kalouska pro problematiku legislativní rady vlády a složitých právních případů. O měsíc později byl jmenován členem zvláštní komise ministra financí pro přípravu rozhodnutí o rozkladech podaných proti rozhodnutí o loteriích a jiných podobných hrách.

## Politické působení
V minulosti[kdy?] byl členem KDU-ČSL a [kdy?] ODS, v níž zastával i pozici člena oblastní rady.
V komunálních volbách v roce 1994 kandidoval za KDU-ČSL do zastupitelstva městské části Praha 10, ale nebyl zvolen. Zastupitelem se tak stal až po volbách v roce 1998 a ve volbách v roce 2002 mandát získal znovu. Později přešel do ODS a za tuto stranu kandidoval v komunálních volbách v roce 2010, ale nebyl zvolen.
V komunálních volbách v roce 2002 také kandidoval za KDU-ČSL do zastupitelstva hlavního města Prahy, ale nebyl zvolen.
Čtyřikrát neúspěšně kandidoval do Poslanecké sněmovny PČR, vždy v hlavním městě Praze, a to ve volbách do Poslanecké sněmovny PČR v roce 1996 jako člen KDU-ČSL, v roce 1998 jako člen KDU-ČSL, v roce 2002 jako člen KDU-ČSL na kandidátce Čtyřkoalice a v roce 2021 jako člen Trikolora (politická strana) na kandidátce Trikolora Svobodní Soukromníci, kdy získal 268 přednostních hlasů.
Ve volbách do Senátu PČR v roce 1996 kandidoval jako člen KDU-ČSL v obvodu č. 22 – Praha 10. Se ziskem 11,30 % hlasů však skončil na 3. místě a nedostal se tak ani do druhého kola. O 18 let později v doplňovacích volbách do Senátu PČR v roce 2014 kandidoval ve stejném obvodu za ODS. Se ziskem 11,83 % hlasů skončil na 5. místě a nedostal se druhého kola.